# Luisa Margherita di Lorena
Luisa Margherita di Lorena (Blois, 1588 – Eu, 30 aprile 1631) è stata una nobildonna francese, figlia ultimogenita del Duca di Guisa e membro del Casato di Lorena, sposata in prime nozze con Francesco di Borbone-Conti (1558-1614) e in seconde nozze con François de Bassompierre (1579-1646).

## Biografia
Luisa Margherita era la più giovane figlia di Enrico di Guisa, il cosiddetto Sfregiato, assassinato nel 1588 e di Caterina di Clèves, contessa d'Eu. Ricevette i suoi nomi di battesimo in onore delle sue due madrine, la regina di Francia Luisa di Lorena e la regina di Navarra Margherita di Valois. Non conobbe mai il padre e fu cresciuta dalla madre e dalla nonna paterna, Anna d'Este, nipote di Lucrezia Borgia e di Alfonso I d'Este.
Il 24 luglio 1605, per volere di Enrico IV, convolò a nozze nel castello di Meudon con Francesco di Borbone, principe di Conti. Il contratto matrimoniale era stato firmato il 1º maggio di quello stesso anno con l'intenzione di riunire in un forte vincolo l'antica dinastia di Lorena, da sempre cattolica, con la dinastia dei Borbone, di fede protestante.
L'8 maggio 1610, al palazzo del Louvre, Luisa Margherita diede alla luce l'unico frutto di quel matrimonio: una bambina battezzata Maria che morì dopo dodici giorni dalla nascita e che fu sepolta nell'abbazia di Saint-Germain-des-Prés.
La morte di Francesco, avvenuta il 3 agosto 1614, rese vedova a ventisei anni Luisa Margherita, che da quel momento si dedicò con grande zelo allo studio della letteratura. Sostenne in veste di patrona molti scrittori del suo tempo, tra i quali vi erano François de Malherbe e Nicolas Renouard, che le dedicarono molte delle loro opere.
La principessa di Conti stessa scrisse delle opere: la prima ad essere pubblicata nel 1620 con lo pseudonimo di Sieur de Pilouse fu Roman Royale ou Adventures de la Cour, un libro sulla morale dei cortigiani francesi e in particolare sulle relazioni amorose di Enrico IV. Nel romanzo, basato su fatti reali, mescolò a questi eventi liberamente inventati.
Nel 1654 pubblicò il romanzo Histoire des Amours du Grand Alcandre, questa volta con il suo vero nome.
Luisa Margherita ebbe modo di scrivere circostanze che poteva osservare direttamente, poiché ricopriva il ruolo di dama d'onore, dapprima di Maria de' Medici, poi di Anna d'Austria, avendo modo di vivere per lungo tempo nella corte reale.
Durante gli scontri tra Maria de' Medici e il cardinale Richelieu, Luisa Margherita sostenne la regina-madre e quando la causa dei devoti fu sconfitta il 10 novembre 1630 (celebre giorno noto come: journée des dupes, la giornata degl'ingannati), la principessa cadde in disgrazia e fu esiliata nei suoi possedimenti materni a Eu. Vi morì il 30 aprile 1631.
In data non nota, tra il 1614 e il 1630, la principessa sposò il marchese François de Bassompierre, dal quale, stando a ciò che scrive Tallemant des Réaux, ebbe un figlio chiamato Francesco de la Tour, che morì subito dopo il padre.

## Ascendenza
|                            |                           |                             | Genitori                       |  |  | Nonni |  |  | Bisnonni           |  |  | Trisnonni           |  |
|                            |                           |                             |                                |  |  |       |  |  | Claudio I di Guisa |  |  | Renato II di Lorena |  |
|                            |                           |                             |                                |  |  |       |  |  | Claudio I di Guisa |  |  | Renato II di Lorena |  |
|                            |                           | Filippina di Gheldria       |                                |  |  |       |  |  | Claudio I di Guisa |  |  |                     |  |
| Francesco I di Guisa       |                           |                             |                                |  |  |       |  |  | Claudio I di Guisa |  |  |                     |  |
|                            |                           | Antonia di Borbone-Vendôme  | Francesco I di Borbone-Vendôme |  |  |       |  |  |                    |  |  |                     |  |
|                            |                           | Antonia di Borbone-Vendôme  | Francesco I di Borbone-Vendôme |  |  |       |  |  |                    |  |  |                     |  |
|                            |                           | Antonia di Borbone-Vendôme  | Maria di Lussemburgo-Saint-Pol |  |  |       |  |  |                    |  |  |                     |  |
| Enrico di Guisa            |                           | Antonia di Borbone-Vendôme  |                                |  |  |       |  |  |                    |  |  |                     |  |
|                            |                           | Ercole II d'Este            | Alfonso I d'Este               |  |  |       |  |  |                    |  |  |                     |  |
|                            |                           | Ercole II d'Este            | Alfonso I d'Este               |  |  |       |  |  |                    |  |  |                     |  |
|                            |                           | Ercole II d'Este            | Lucrezia Borgia                |  |  |       |  |  |                    |  |  |                     |  |
| Anna d'Este                |                           | Ercole II d'Este            |                                |  |  |       |  |  |                    |  |  |                     |  |
|                            |                           | Renata di Francia           | Luigi XII di Francia           |  |  |       |  |  |                    |  |  |                     |  |
|                            |                           | Renata di Francia           | Luigi XII di Francia           |  |  |       |  |  |                    |  |  |                     |  |
|                            |                           | Renata di Francia           | Anna di Bretagna               |  |  |       |  |  |                    |  |  |                     |  |
| Luisa Margherita di Lorena |                           | Renata di Francia           |                                |  |  |       |  |  |                    |  |  |                     |  |
|                            | Carlo II di Cleves Nevers | Engilberto di Nevers        |                                |  |  |       |  |  |                    |  |  |                     |  |
|                            | Carlo II di Cleves Nevers | Engilberto di Nevers        |                                |  |  |       |  |  |                    |  |  |                     |  |
|                            | Carlo II di Cleves Nevers | Carlotta di Borbone-Vendôme |                                |  |  |       |  |  |                    |  |  |                     |  |
| Francesco I di Nevers      | Carlo II di Cleves Nevers |                             |                                |  |  |       |  |  |                    |  |  |                     |  |
|                            |                           | Maria di Albret             | Giovanni d'Albret-Orval        |  |  |       |  |  |                    |  |  |                     |  |
|                            |                           | Maria di Albret             | Giovanni d'Albret-Orval        |  |  |       |  |  |                    |  |  |                     |  |
|                            |                           | Maria di Albret             | Carlotta di Rethel             |  |  |       |  |  |                    |  |  |                     |  |
| Caterina di Clèves         |                           | Maria di Albret             |                                |  |  |       |  |  |                    |  |  |                     |  |
|                            |                           | Carlo IV di Borbone-Vendôme | Francesco I di Borbone-Vendôme |  |  |       |  |  |                    |  |  |                     |  |
|                            |                           | Carlo IV di Borbone-Vendôme | Francesco I di Borbone-Vendôme |  |  |       |  |  |                    |  |  |                     |  |
|                            |                           | Carlo IV di Borbone-Vendôme | Maria di Lussemburgo-Saint-Pol |  |  |       |  |  |                    |  |  |                     |  |
| Margherita di Vendôme      |                           | Carlo IV di Borbone-Vendôme |                                |  |  |       |  |  |                    |  |  |                     |  |
|                            |                           | Francesca d'Alençon         | Renato d'Alençon               |  |  |       |  |  |                    |  |  |                     |  |
|                            |                           | Francesca d'Alençon         | Renato d'Alençon               |  |  |       |  |  |                    |  |  |                     |  |
|                            |                           | Francesca d'Alençon         | Margherita di Lorena-Vaudémont |  |  |       |  |  |                    |  |  |                     |  |
|                            |                           | Francesca d'Alençon         |                                |  |  |       |  |  |                    |  |  |                     |  |